# 道の駅なみおか
道の駅なみおか（みちのえき なみおか）は、青森県青森市浪岡にある国道7号の道の駅である。愛称はアップルヒル。

## 概要
施設内にある観光りんご園では、春にはりんごの授粉、秋にはりんご狩り（収穫）がそれぞれ体験できる。子どもが楽しめるコンビネーション遊具（2022年にリニューアル）、百人テーブル、整備された広い野原があり、家族連れで楽しめる。
また、2022年（令和4年）には、旅行雑誌『じゃらん』の「全国道の駅グランプリ2022」において第5位にランクインした。

## 施設
営業時間について、特記がないものは9:00 - 19:00（3月16日 - 11月15日）・9:00 - 18:00（11月16日 - 3月15日）となる。
- 駐車場
  - 普通車：130台[2]
  - 大型車：7台[2]
  - 身障者用：4台[2]
- トイレ
  - 男性：大 4器、小 7器、身障者用1器
  - 女性：9器、身障者用1器
- おみやげコーナー
- 産地直売施設「浪岡アップル友の会」（8:00 - 18:00、12月から3月は17時まで）[2]
- レストランあっぷるひる（11:00 - 16:00）[2]
- 立ち食いそば処「道草庵」（7:00 - 19:00、11月16日から3月15日は18時まで）
- 豆や（7:30 - 17:30、11月16日から3月15日は16時30分まで）
- JAフルーツショップ（9:00 - 18:00、11月から3月は17時まで） - 青森農業協同組合（JA青森）の直売所[7]。
- アップルヒルこみせ横丁（テナント・営業時間は公式サイトを参照）
- あおもり藍工房 - ここでは藍染め体験を行っている（10:00 - 16:00、11月から3月は15時まで）[2][4]。
- アップルヒル観光りんご園[3][8] - 9月上旬から11月上旬までりんご狩り体験を行っている[2][4][9]。

### 管理団体
- 設置者：青森市
- 指定管理者：株式会社アップルヒル（青森市出資の第三セクター）[10]

## 休館日
- 1月1日[2]

## アクセス
- 国道7号 - 登録路線
  - 青森県道27号青森浪岡線（バイパス道路）

自動車
- 東北自動車道浪岡ICより約8分。

公共交通機関（路線バス）
- 青森駅から青森市市バス（大釈迦経由便）終点「道の駅なみおか」下車。

## 周辺
- 東日本旅客鉄道（JR東日本）奥羽本線 浪岡駅
- 青森県警察青森南警察署
- 独立行政法人国立病院機構青森病院